# François Marie Daudin
François Marie Daudin (Parijs in Frankrijk, 25 maart 1776  - Parijs, 30 november 1803) was een Frans zoöloog gespecialiseerd in de ornithologie en de herpetologie.

## Biografie
Hij  was kind uit een adellijke familie, zoon van François Daudin (seigneur de Pouilly, 1746-1811) die een functie had bij het Rekenhof van Parijs. Zijn moeder heette Marie Madeleine Louise Escallard de la Bellengerie (1754-1790).  Door een ziekte die hij had opgelopen in zijn kindertijd, was hij slecht ter been. Desondanks trok hij het veld in om waarnemingen te doen en dieren te verzamelen. Hij volgde studies in de fysiologie en de natuurlijke historie, maar het laatste interesseerde hem het meest.
Daudin werd bijgestaan door zijn echtgenote Adélaïde Geneviève de Grégoire de Saint-Sauveur die een groot deel van de illustraties van zijn boeken verzorgde. Hij en zijn vrouw leefden niet in armoede, dankzij het familiefortuin. Daudin stierf aan tuberculose een maand na zijn vrouw en was toen 27 jaar oud. Het paar liet een kind (François Louis Hyacinthe Daudin, 1802-1889) van 1,5 jaar oud achter dat werd opgevoed op het familiekasteel van Pouilly. De zuster van Daudin, Marie Sophie Daudin (1775-1818) huwde met de zoon van de tijdens de Franse Revolutie geëxecuteerde Francois Millon de Montherlant (1726-1794). De Franse schrijver Henry de Montherlant is van dit paar een nakomeling.

## Zijn werk
In de periode 1799 tot 1803 verschenen Daudins publicaties. Tussen 1799 en 1800 was dat  de Traité élémentaire et complet d'ornithologie. Een echte verhandeling over de ornithologie met anatomische, fysiologische en ethologische beschrijvingen van vogels van Georges-Louis Leclerc de Buffon, waarbij de binominale nomenclatuur van Linnaeus werd gevolgd.
Tussen 1800 en 1802 werkte hij samen met Bernard Germain de Lacépède aan toen nog weinig bekende ongewervelde dieren zoals weekdieren en zoöphyten (zeeanemonen en sponsdieren).
Maar zijn echte specialiteit was herpetologie. Voortbouwend op het werk van Buffon en anderen, publiceerde hij de achtdelige Histoire naturelle des Reptiles. Ieder deel omvat 400 tot 500 pagina's. Het werk bevat 100 platen, waarvan er 37 door zijn echtgenote waren gemaakt. Er werden 621 soorten amfibieën en reptielen behandeld, gebaseerd op onderzoek aan 1100 specimens. Hierbij waren 10 nieuwe soorten amfibieën en 43 soorten reptielen waarvan hij de soortauteur is en nog steeds als geldige beschrijving gelden, waaronder Amerikaanse alligator (Alligator mississippiensis), woestijnvaraan (Varanus griseus), groengestipte kikker (Pelodytes punctatus), Zuid-Amerikaanse makikikker (Phyllomedusa hypochondrialis) en klauwkikker (Xenopus laevis).
Daudin is ook de soortauteur van 34 vogelsoorten die in 2014 nog als door hem beschreven soorten worden erkend waaronder witstaartkeerkringvogel (Phaethon lepturus), vechtarend (Polemaetus bellicosus), twaalfdradige paradijshop (Seleucidis melanoleucus), bonte kuifarend (Spizaetus ornatus), zwartvleugelspreeuw (Sturnus melanopterus) en bateleur (Terathopius ecaudatus).

## Publicaties
- Recueil de mémoires et de notes sur des espèces inédites ou peu connues de mollusques, de vers et de zoophytes. Fuchs, Treuttel & Wurtz, Paris 1800.
- Traité élémentaire et complet d'ornithologie  ou  Histoire naturelle des oiseaux. Bertrandet, Paris 1800.
- Histoire naturelle des rainettes, des grenouilles et des crapauds. Bertrandet & Levrault, Paris 1802/03.
- Histoire naturelle, générale et particulière, des reptiles. Dufart, Paris 1802–05 p.m.
- Recueil de memoires ... sur les Mollusques, de Vers et les Zoophytes. Paris 1806 p.m.

- Bibliothèque nationale de France: cb10566088z (data)
- CiNii: DA07567760
- Gemeinsame Normdatei: 117622664
- International Standard Name Identifier: 0000 0001 1850 4010
- Library of Congress Control Number: no2018091404
- Nationale bibliotheek van Australië: 35508934
- Nederlandse Thesaurus van Auteursnamen: 13556767X
- Réseau des bibliothèques de Suisse occidentale: 02-A003156264
- LIBRIS: 284483
- Système universitaire de documentation: 059404280
- Trove: 978786
- Virtual International Authority File: 68912023
- WorldCat: E39PBJwmTwk4TpJTR3d88ggkDq